# 陈秋生
陈秋生（1955年—），云南禄劝人，汉族，中华人民共和国政治人物、第十一届全国人民代表大会云南地区代表。
毕业于中央财经大学经济学专业，是中共党员。担任云南省财政厅厅长。2008年起担任全国人大代表。